# Saint-Martin-de-Sescas
Saint-Martin-de-Sescas is een gemeente in het Franse departement Gironde (regio Nouvelle-Aquitaine) en telt 471 inwoners (1999). De plaats maakt deel uit van het arrondissement Langon.

## Geografie
De oppervlakte van Saint-Martin-de-Sescas bedraagt 8,2 km², de bevolkingsdichtheid is 57,4 inwoners per km².
De onderstaande kaart toont de ligging van Saint-Martin-de-Sescas met de belangrijkste infrastructuur en aangrenzende gemeenten.

## Demografie
Onderstaande figuur toont het verloop van het inwonertal (bron: INSEE-tellingen).